# Istocheta zimini
Istocheta zimini là một loài ruồi trong họ Tachinidae.